# Radiotelevizija Slovenija
A Radiotelevizija Slovenija vagy RTV Slovenija (magyarul: Szlovén Rádió és Televízió, vagy közismertebb nevén RTV Szlovénia) a Szlovén Köztársaság állami közszolgálati rádió és televíziótársasága. Központja Ljubljanában van, de regionális stúdiókat is üzemeltet Koperben és Mariborban, kiküldött tudósítói Brüsszelből, Moszkvából, Rómából, Berlinből, Belgrádból, Zágrábból és Washingtonból tudósítanak.
Az intézmény jogi hátterét a Szlovén Rádió és Televízióról szóló Törvény (szlovénül: Zakon o RTV Slovenija) alkotja. A társaság Szlovénia egyetlen rádiót és televíziót is sugárzó intézménye. A törvény értelmében a magyar és olasz kisebbség számára kisebbségi műsorokat készít, rendre a maribori és a koperi regionális stúdiókban. Az RTV Szlovénia jövedelmének mintegy 73%-át a televízió előfizetések díjából szerzi.
Újabban az RTV Szlovénia aktívan jelen van a világhálón is, melynek alapját a 2002-ben felavatott portál biztosítja. A portálon a legfrissebb hírek mellett a sugárzott műsorok archívuma is megtalálható, és a legtöbb műsor online is fogható (rádió és televízió egyaránt).

## Története
A Radio Ljubljana (Ljubljanai Rádió) először 1928. szeptember 1-jén jelentkezett kísérleti adásokkal. Október 28-ára a rádió már kész műsorrenddel rendelkezett. 1941. április 11-én a rádió domžale-i adóállomása megsemmisült, mely az olasz fasiszták kezére került.
1949. április 1-jén Ljubljanában létrehozták az első kísérleti televíziós laboratóriumot, mely ekkor még külön volt a rádiótól. Ám a televíziós szolgáltatás tényleges kivitelezésével a Radio Ljubljanát bízták meg. Az első televíziós csatorna 1958. november 28-án kezdte meg működését, de a sugárzási idejét a többi jugoszláv köztársasággal kellett megosztania, így a TV Ljubljana mintegy 30%-nyi műsoridővel rendelkezett. A TV Ljubljana 1960-ban készítette el az első Eurovízió számára gyártott műsort, a planicai síugró versenyről. Az évtized során a szlovénajkú nézőknek szánt műsorok száma jelentősen megnövekedett. 1968. április 15-én jelentkezett először szlovénul a Híradó, mely a korábbi, belgrádi szerkesztésű, szerbhorvát nyelvű híradót váltotta fel.
1971-ben jelentkezett először a TV Koper (TV Capodistria), az – ekkorra már – RTV Ljubljana leányvállalata, mely az első kétnyelvű televíziós állomás volt Szlovéniában, mely a Szlovéniában és Horvátországban élő olasz kisebbséget rendelt szolgálni, de nagy népszerűségnek örvendett Olaszországban egyaránt. Mivel ekkor az olaszországi RAI televíziós monopóliuma még teljes volt, az olasz nézők szívesen fogadták az anyanyelvükön sugárzó, és már színesben fogható adásokat. Magánvállalatok adókat és átjátszó állomásokat építettek - sok esetben illegális módon[forrás?] - Olaszország több részén, melyek segítségével a TV Koper (vagy Olaszországban közismertebb nevén Telecapodistria) milliók számára elérhetővé vált. Mivel a sugárzás PAL színkódolásban történt, az olasz háztartások millióiba kerültek PAL vételre alkalmas készülékek, melyek végleg megpecsételték a franciák által remélt olaszországi SECAM rendszer bevezetésének sorsát (ellentétben a magyar gyártmányú tévékészülékekkel, amik néhány kivétellel szándékosan kétnormásak voltak). A magántelevízózás hajnalával a csatorna népszerűsége csökkent.
Az 1970-es évek során a TV Ljubljana többi műsora is fokozatosan áttért a színes adásra. 1984-ben megjelent a Teletext szolgáltatás, míg a 90-es években a Radio Ljubljana RDS jelet kezdett sugározni.
Eleinte a TV Ljubljana második televíziós csatornája a többi jugoszláv tagköztársaság televíziós műsorait vette át. Az 1980-as évek végére a TV Ljubljana második csatornáján sugárzott saját műsorainak száma igencsak megszaporodott.
Szlovénia 1991. évi függetlenedése előtt egy évvel az intézmény felvette a Radiotelevizija Slovenija nevet. Jugoszlávia felbomlása után, 1993. január 1-jével az RTV Szlovénia az EBU teljes jogú tagja lett.
Az 1990-es évek közepén a TV Szlovéniának szembesülnie kellett azzal, hogy nagy konkurenciaharc alakult ki a nézőkért az újonnan indult kereskedelmi csatornák részéről, mely erősen éreztette hatását a műsorokon. Az intézmény szerepe a mai napig nem teljesen tisztázott, és a dolgozók száma messze meghaladja a kívánatos szintet, mely komoly problémát jelent.
2001-ben az RTV Szlovénia létrehozott egy Multimédia Központot, ahonnan az új technológiák bevezetését irányítják.

## Televíziócsatornák

### Nemzeti
| Logó | Csatorna neve | Tematika | Indulás dátuma     |
| ---- | ------------- | --- | ------------------ |
|      | TV SLO 1      | általános tematikájú tévécsatorna                                                                                  | 1958. november 28. |
|      | TV SLO 2      | szűkebb közönségnek szóló műsorok, sitcom-sorozatok, sportközvetítés                                               | 1970               |
|      | TV SLO 3      | a szlovén parlament és bizottságok teljes, szerkesztetlen előadásainak élő közvetítésére specializálódott csatorna | 2008               |

### Regionális
| Logó | Csatorna neve        | Tematika                                     | Indulás dátuma |
| ---- | -------------------- | -------------------------------------------- | -------------- |
|      | TV Koper-Capodistria | szlovén és olasz nyelvű televíziós csatorna  | 1971. május 6. |
|      | TV Maribor           | szlovén és magyar nyelvű televíziós csatorna | n.a.           |

## Rádiócsatornák

### Nemzeti
- Prvi - általános csatorna, amely híreket és hírháttér-műsorokat, különféle speciális adásokat és dalok széles választékát sugározza, sokféle zenei stílusban.
- Val 202 - Könnyűzenei és információs csatorna, amely az igényes(ebb) popzene mellett teret ad alternatívabb, rétegzenei stílusoknak is. Ezen felül interjúkra, életmód-tematikájú műsorokra és élő sportközvetítésekre is komoly hangsúlyt helyez, emellett többször sugározza a Prvi hírműsorait és éjszaka a Radio SI-vel közös műsort sugároz. A szlovén közrádió leghallgatottabb csatornája.
- ARS - klasszikus zenét, rádiódrámát és egyéb kulturális műsorokat játszó kulturális csatorna.
- Radio SI (Radio Slovenia International) - háromnyelvű (szlovén, angol, német) országos csatorna,  amely a három másik országos adótól eltérően a maribori stúdióból sugározza műsorát. Kezdetben csak Maribor körzetében a 102.8 MHz-en főleg német nyelvű, kereskedelmi jellegű műsort sugárzott Radio MM2 néven, nyilvánvalóan osztrák hallgatóknak (az ORF rádiós monopóliuma 1998-ig teljes volt). Később több néven is üzemelt (Radio Maribor International, Sloven Tourist Radio) és egyre távolodott az osztrák hallgatóktól, majd 2001-ben országos hálózatot kapott, felvette mai nevét és végérvényesen felhagyott az "Ausztria-fókuszú" műsorszolgáltatással. Nem 24 órás csatorna, éjszakai műsora egyezik a Val 202 által sugárzottal (zenei kínálatuk többé-kevésbé analóg).

### Regionális
- Radio Koper - szlovén nyelvű rádió Partvidéken
- Radio Capodistria - olasz nyelvű rádió Friuli-Venezia Giulia régióban
- Radio Maribor  - szlovén nyelvű rádió Északkelet-Szlovéniában
- Muravidéki Magyar Rádió - magyar nyelvű rádió Muravidéken